# Horváth Vilmos (zalai alispán)
Zalabéri Horváth Vilmos (Ádánd, 1802. augusztus 29. – Kaszaháza, 1866. április 13.), Zala vármegye másodalispánja, ügyvéd, táblabíró, főszolgabíró, földbirtokos.

## Élete
A római katolikus előkelő nemesi származású zalabéri Horváth családban született. Apja zalabéri Horváth Imre (1771–1821) huszár főhadnagy, földbirtokos, anyja báró Dévay Mária (1774–1830). Az apai nagyszülei zalabéri Horváth József (1740–1793) királyi tanácsos, földbirtokos, és ledeniczi Ugronovics Franciska (1747–1814) voltak. Az anyai nagyszülei báró Dévay Pál (1735–1800), császári altábornagy, Mária Terézia-rend lovagja, földbirtokos, és ledeniczi Ugronovics Borbála (1748–1792 előtt) voltak.
A magyar reformkori zalai liberális ellenzék egyik radikális hangadója volt. 1831. június 20 és 1833. október 15-e között a zalaegerszegi járás alszolgabírója volt. 
1848. május 9-e és 1849. október 31-e között Zala vármegye másodalispánja volt; zalabéri Horváth Vilmos másodalispánt Zalában, a nemzetőrseregék kivezetésével megbízta a megye; azért ő ideiglenesen az alispánságról le is mondott. 1848-ban zalai kormánybiztos. A szabadságharc leverése után visszavonult gazdálkodni. Az alkotmányosság helyreállatása után, 1861. február 7-e és 1861. november 11-e között ismét a Zala vármegyei másodalispáni tisztséget töltötte be.

## Házassága és leszármazottjai
Feleségül vette Söjtörön 1843. december 26-án az előkelő nemesi származású bernátfalvi és földvári Földváry Kornélia (Szűcsi, Heves vármegye, 1824–Brassó, 1899. június 21.) kisasszonyt, akinek a szülei Földváry Antal (1789–1876), több megye táblabírája, földbirtokos, és Pély Nagy Johanna (1793–1835) voltak. Az apai nagyszülei bernátfalvi és földvári Földváry Károly (1761–1828), földbirtokos és szentmiklósi és óvári Pongrácz Éva (1766–1824) voltak. Az anyai nagyszülei Pély Nagy András (1751–1830), Bars vármegye táblabírája, földbirtokos és sóvári Soós Judit (1759–1813) voltak. Horváth Vilmos és Földváry Kornélia frigyéből született:
- zalabéri Horváth Mária. Férje: Leményi János.
- zalabéri Horváth Judit.
- zalabéri Horváth Vilma.